# Macrotus californicus
Macrotus californicus är en fladdermusart som beskrevs av Baird 1857. Macrotus californicus ingår i släktet Macrotus och familjen bladnäsor. Inga underarter finns listade i Catalogue of Life.

## Utseende
Med sina stora öron och ögon liknar Macrotus californicus den andra arten i släktet Macrotus. Den väger 8 till 17 g och har en vingspann av 33 till 35 cm. Kroppen (huvud och bål) blir 5,5 till 6,5 cm lång, svanslängden är 3 till 4 cm och underarmarnas längd ligger mellan 4,7 och 5,5 cm. Svansens spets ligger utanför svansflyghuden. Pälsen är allmänt gråaktig och den bruna flygmembranen har inslag av rosa. I USA är Macrotus californicus den enda fladdermusen med en hudflik (blad) på näsan. Bladet har en trekantig form.

## Utbredning
Denna fladdermus förekommer i sydvästra USA (Kalifornien, södra Nevada, Arizona) och i nordvästra Mexiko. En avskild population lever i centrala Mexiko. I bergstrakter når arten 1220 meter över havet. Macrotus californicus håller sig vanligen nära växtligheten intill vattendrag.

## Ekologi
Macrotus californicus äter främst insekter. Individerna kan sväva på samma ställe över marken och plocka insekter från grunden. Andra insekter fångas under flyget. De använder ekolokalisering och synen för att hitta sina byten. Arten stannar vanligen inom ett område som har en diameter av 1,3 km kring viloplatsen. Den håller ingen vinterdvala.
Individerna vilar på dagen i varma grottor, gruvor eller byggnader. Där bildar de ibland stora kolonier med flera hundra medlemmar. Under våren och sommaren förekommer skilda kolonier för hannar och honor. Parningen sker under hösten och födelsen sker cirka nio månader senare mellan maj och juli. Per kull föds vanligen en unge och ibland tvillingar. De har vid födelsen öppna ögon samt öron och är täckta av päls. Ungarna diar sin mor cirka en månad. Honor blir efter 6 månader könsmogna och hanar efter ett år. Macrotus californicus kan leva 10,4 år.
Tillfälliga pauser under natten kan ske under broar eller i byggnader. I grottor och gruvor håller exemplaren lite avstånd från varandra när de sover.

## Status
Beståndet hotas av landskapets omvandling till boplatser och golfplatser. Individerna är även känsliga för störningar i grottorna eller i gruvorna. I utbredningsområdet förekommer olika djurreservat och andra skyddszoner. Året 2018 uppskattades att artens population är stabil. IUCN kategoriserar arten globalt som livskraftig.

## Bildgalleri

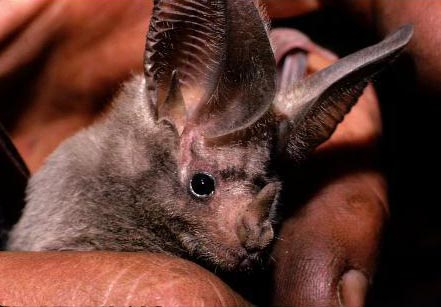